# André Pousse
Pour les articles homonymes, voir Pousse.
André Pousse, né le 20 octobre 1919 à Paris dans le 5e arrondissement, mort le 8 septembre 2005 à Gassin (département du Var), est un agent artistique, directeur de salles de spectacles, acteur, restaurateur et coureur cycliste professionnel.

## Biographie
André Joseph Pousse, né en 1919 au 7 rue Royer-Collard dans le 5e arrondissement, est le fils de François Marius Pousse, gardien de la paix, d'origine catalane, né à Rivesaltes, et de Georgette Marie Hortense Bréchet, ménagère d'origine auvergnate, dont il conservera toujours la marque de sa double origine[pas clair]. Il évolue dans les années 1920-1930, dans le Paris populaire de l'entre-deux-guerres. Comme il dit de lui dans le documentaire André Pousse, l'homme aux cinq vies, « Je suis un parigot, mais pas un titi parisien, ça n'a rien à voir ». Sportif, il commence par la boxe.[Où ?]

### Le sportif
Après une course à vélo entre Antony et Petit-Clamart avec des coureurs amateurs de l'Union vélocipédique du 5e arrondissement où il arrive largement premier sans s'être entraîné auparavant, André Pousse commence à 17 ans une carrière professionnelle de cycliste. En 1939, dans la catégorie Juniors, il gagne une course amateur avec le Club sportif international.
Entre 1942 et 1949, il devient cycliste professionnel. Pistard avant tout, il se spécialise dans les courses de six jours, notamment celles au Vél' d'Hiv' de Paris, une forme de sport-spectacle qui est très populaire à cette époque. Le tout jeune Alain Delon, qui était alors son admirateur, se souvient avoir eu l'honneur de lui tenir son vélo lors de cette manifestation. Son principal fait d'armes est d'être détenteur du record du tour du Vél' d'Hiv'. Avec humour, il dira dans une interview due à Raphaël Mezrahi : « Ils me battront plus puisqu’ils ont cassé le Vél' d'Hiv'. » Il participe aussi en 1948 à des épreuves aux États-Unis où il vit près d'un an. Il arrête sa carrière sportive à l'âge de 30 ans. Le 28 octobre 1949, il devait accompagner Marcel Cerdan à bord du vol Air France 009, mais un problème administratif l'en empêcha. L'accident dont l'avion fut victime aux Açores ne laissa aucun survivant.

### L'homme de spectacle
Après avoir arrêté sa carrière de sportif, il part vivre à Haïti pour y faire des affaires, mais échoue. Rentré en France, il rencontre Louis Barrier, l'impresario d'Édith Piaf, qui l'incite à devenir agent artistique. Il travaille dans les années 1950 et 1960 comme agent pour des vedettes de la chanson telles que Joséphine Baker, Eddie Constantine, Henri Salvador, Petula Clark, Johnny Hallyday, Mouloudji et Édith Piaf dont il deviendra le compagnon plusieurs mois, vivant avec elle dans son hôtel particulier de Boulogne. Il est douze années durant, directeur artistique du Moulin-Rouge et s'impose comme un pilier du monde de la nuit parisienne. Il participe parfois aussi à la programmation d'autres établissements comme L'Olympia ou Bobino.
En 1960, il crée à côté du Moulin-Rouge, au 90 boulevard de Clichy, une petite discothèque-boîte de nuit appelée La Locomotive dont il assure la direction jusqu'en 1965. Ce lieu va vite devenir un des principaux rendez-vous de la génération yéyé à Paris.

### L'acteur
Il démarre la carrière d'acteur à l'âge de 43 ans dans l'archétype du film dit « yéyé » (D'où viens-tu Johnny ? - 1963). Il y incarne un truand rogue et expéditif, personnage où sa gouaille naturelle et son physique d'ancien coureur font merveille. Au cours des vingt années qui suivent, il ne cesse d'interpréter des seconds rôles de gangster au cinéma comme à la télévision, et apparaît dans nombre de films réalisés ou dialogués par Michel Audiard, qu'il connaissait depuis les années 1940.
En 2001 et 2002, le journaliste Frédéric Liévain tourne un film documentaire de 52 minutes intitulé André Pousse, l'homme aux cinq vies.

### Vie privée et décès
Marié le 2 septembre 1970 à La Garde-Freinet avec Jocelyne Pieq, surnommée « Joss », il a deux filles, Pénélope et Marfa. André Pousse avait un frère aîné, Pierre. André Pousse était le propriétaire d'un restaurant appelé Le Napoléon Chaix, à l'angle de la rue Balard et de la rue Napoléon-Chaix, dans le 15e arrondissement de Paris (un autre restaurant, appelé le comptoir des jasmins, occupe les mêmes locaux).[réf. nécessaire]
Retiré à La Garde-Freinet, où il a acheté un vieux mas provençal qu'il appelle « La Renardière », il meurt le 8 septembre 2005 à l'hôpital de Gassin, à l'âge de 85 ans, des conséquences d'un accident de voiture qu'il a eu quatre jours plus tôt à la suite d'une attaque de guêpe pendant qu'il conduisait. Il est incinéré et ses cendres sont dispersées dans sa propriété de La Garde-Freinet dans le Var.

## Filmographie

### Cinéma
- 1963 : D'où viens-tu Johnny ? de Noël Howard : M. Franck
- 1966 : Ne nous fâchons pas de Georges Lautner : Un truand en fuite
- 1967 : Un idiot à Paris de Serge Korber : Le chauffeur de taxi
- 1968 : Fleur d'oseille de Georges Lautner : Roza
- 1968 : Faut pas prendre les enfants du bon Dieu pour des canards sauvages de Michel Audiard : Fred
- 1968 : Catherine, il suffit d'un amour de Bernard Borderie : Barnabé
- 1968 : Le Pacha de Georges Lautner : Marcel Lurat dit Quinquin
- 1969 : Des vacances en or de Francis Rigaud : Constant
- 1969 : Une veuve en or de Michel Audiard : Pierrot
- 1969 : Le Clan des Siciliens d'Henri Verneuil : Malik
- 1970 : Tumuc Humac de Jean-Marie Périer : Bréchet
- 1970 : Trop petit mon ami d'Eddy Matalon : L'inspecteur Terrell
- 1971 : Comptes à rebours de Roger Pigaut : Gi
- 1971 : Le drapeau noir flotte sur la marmite de Michel Audiard : Balloche
- 1972 : Elle cause plus... elle flingue de Michel Audiard : Max
- 1972 : Un flic de Jean-Pierre Melville : Marc Albouis
- 1973 : Quelques messieurs trop tranquilles de Georges Lautner Gérard
- 1973 : L'Insolent de Jean-Claude Roy : Milan
- 1973 : Profession : Aventuriers de Claude Mulot : Le juge
- 1974 : OK patron de Claude Vital : Charles Laurent
- 1974 : Bons baisers... à lundi de Michel Audiard : L'automobiliste
- 1975 : Flic Story de Jacques Deray : Jean-Baptiste Buisson
- 1975 : Bons Baisers de Hong Kong d'Yvan Chiffre : René
- 1976 : Attention les yeux ! de Gérard Pirès : Rotberger
- 1976 : Oublie-moi, Mandoline de Michel Wyn : Eugène
- 1976 : Chantons sous l'Occupation d'André Halimi - Participation dans ce film d'archives -
- 1977 : Drôles de zèbres de Guy Lux : L'homme de mauvais conseil
- 1977 : Le Cœur froid d'Henri Helman : Le docteur
- 1977 : La Septième Compagnie au clair de lune de Robert Lamoureux : Lambert
- 1979 : Les Égouts du paradis de José Giovanni : Le chauve
- 1982 : Le Corbillard de Jules de Serge Pénard : M. Lucien
- 1982 : Deux heures moins le quart avant Jésus-Christ de Jean Yanne : Un centurion
- 1999 : L'Âme-sœur de Jean-Marie Bigard : Archbishop Lacaze
- 1999 : Comme un poisson hors de l'eau de Hervé Hadmar : Le faucheur

### Courts métrages
- 1992 : Tout petit déjà de David carayon : le directeur sportif
- 1994 : Requiem pour un con damné de Dominique Bachy
- 1996 : Moi j'aime Albert de Frédéric Chaudier
- 1996 : En panne de Olivier Soler
- 1998 : Deux Bananes flambées et l'addition de Gilles Pujol : Monsieur Roger
- 2004 : Le Plein des sens de Erick Chabot

### Télévision
- 1967 : Max le débonnaire (série télévisée)
- 1973 : Au théâtre ce soir : Le Million de Georges Berr et Marcel Guillemaud, mise en scène Francis Morane, réalisation Georges Folgoas, Théâtre Marigny : Crochard
- 1978 : Madame le juge, épisode Le Dossier Françoise Muller d’Édouard Molinaro : Inspecteur Bastiani
- 1978 : Le Sacrifice (téléfilm) : Sydney
- 1978 : Sam et Sally, série télévisée, de Nicolas Ribowski, épisode : Lili : Joseph Mestre
- 1981 : Le Mythomane (série télévisée) : Fredo
- 1981 : Salut champion (série télévisée)
- 1982 : Mettez du sel sur la queue de l'oiseau pour l'attraper (téléfilm) : Hubert De Caffagnac
- 1983 : Le grand braquet (téléfilm) : Maurice Morvan
- 1986 : Le Privé (série télévisée)
- 1988-1991 : Paparoff (série télévisée) : M. Robert
- 1989 : Le Retour de Lemmy Caution (téléfilm) : Le commissaire Schmidt
- 1994-1995 : Cluedo (Jeu télévisé) : Colonel Moutarde
- 1995 : La Tactique du critique (téléfilm)
- 1995 : Dindes au marron (téléfilm)
- 1995 : Le Dîner est servi (téléfilm)
- 1997 : Opération Bugs Bunny (téléfilm)
- 2000 : Les Bœuf-carottes (Série TV, épisode 5 : Haute voltige)
- 2002 : Qui mange quoi ? (téléfilm) : Étienne
- 2003 : Frank Riva (série télévisée) : Paul Pontevecchio
- 2004 : Qui mange quand ? (téléfilm) : Étienne, dit « Le tatoué »

### Publicité
- Années 1980 : Tang (voix off)
- 1990-1992 : PMU (Va comprendre, Charles / Avec le PMU, aujourd'hui on joue comme on aime) en compagnie de Guy Marchand et Lio[18]

## Publications
- 1989 : Touchez pas aux souvenirs, Paris, Robert Laffont  (ISBN 2221059352)
- 2001 : Histoires sur le pouce, Monaco, éd. du Rocher  (ISBN 2268040879)
- 2005 : J'balance pas, j'raconte Autobiographie (avec Laurent Chollet), Paris, Pré-aux-clercs  (ISBN 2842282353)